# Världens största konspirationer med Erik och Mackan
Världens största konspirationer är en svensk tv-serie med duon Erik Ekstrand och Mackan Edlund som hade premiär på tv6 14 mars 2013. 

## Handling
Under 8 avsnitt behandlar Erik och Mackan olika typer av konspirationsteorier med utvalt inbjudna gäster. Gästerna består ofta av en känd person och en forskare inom ett visst område.

## Avsnitt
| Avsnitt | Speltid (inklusive reklam) | Gäster             | Ämne                                     | Sändningsdatum |
| ------- | -------------------------- | ------------------ | ---------------------------------------- | -------------- |
| 1       | 60 min                     | Jonas Leksell      | Staten                                   | 14 mars 2013   |
| 2       | 60 min                     | Emma Knyckare      | Utomjordiskt liv                         | 21 mars 2013   |
| 3       | 60 min                     | Karin Adelsköld    | Storföretagen                            | 28 mars 2013   |
| 4       | 60 min                     | Rickard Olsson     | Läkemedelsföretagen                      | 4 april 2013   |
| 5       | 60 min                     | Hasse Aro          | Terrorism                                | 11 april 2013  |
| 6       | 60 min                     | Martina Thun       | Jordens början och religion              | 18 april 2013  |
| 7       | 60 min                     | Maria Wetterstrand | Klimatförändringar och jordens undergång | 25 april 2013  |
| 8       | 60 min                     | Adam Alsing        | Hemliga sällskap                         | 2 maj 2013     |